# Robert Boyle Prize for Analytical Science

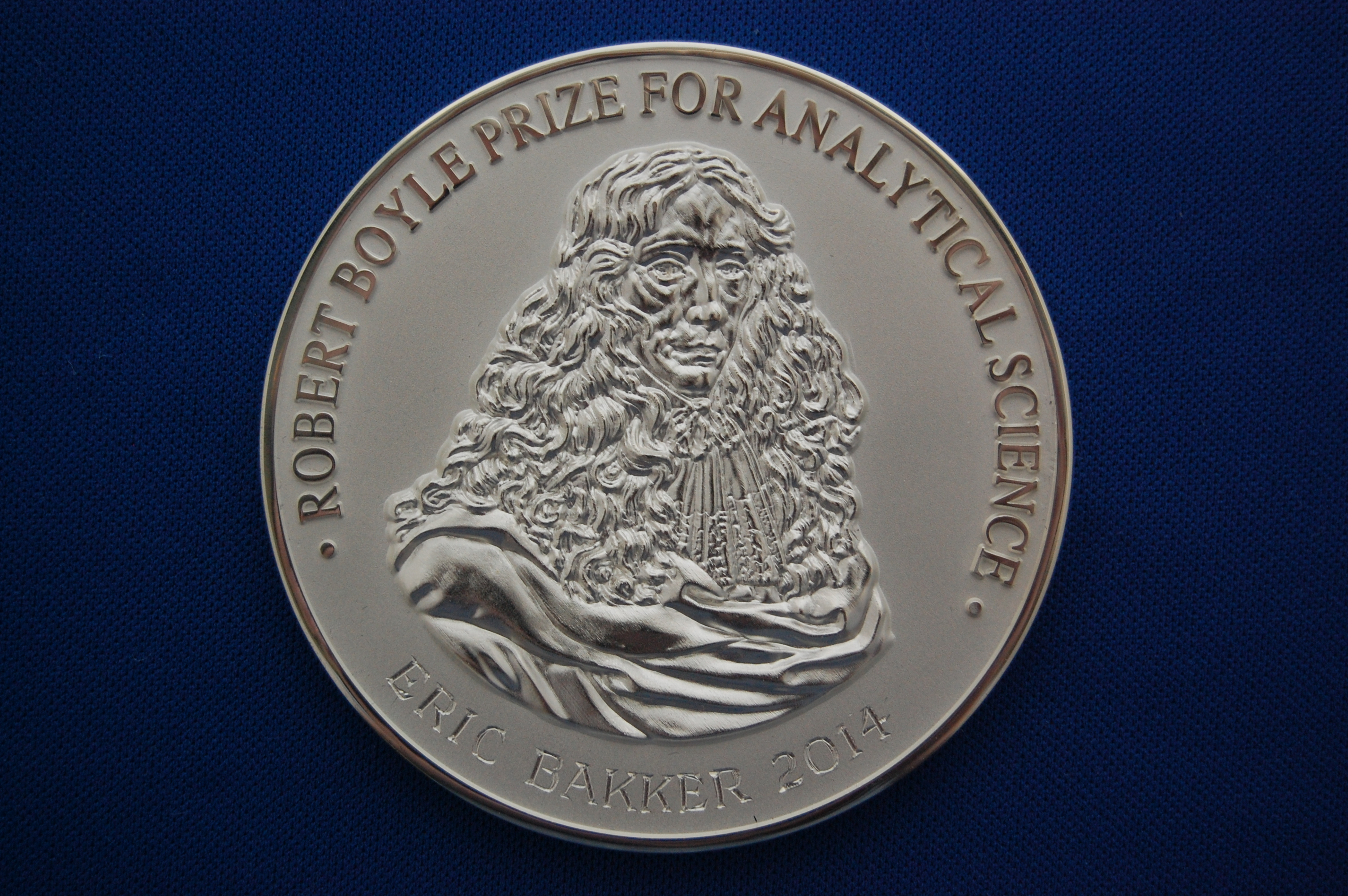
The Royal Society of Chemistry's Robert Boyle Prize for Analytical Science (2014)

Der Robert Boyle Prize for Analytical Science, früher Robert Boyle Medal genannt, ist ein Preis der Royal Society of Chemistry für Analytische Chemie.
Er wird alle zwei Jahre verliehen und ist mit 5000 Pfund dotiert. Der Preis ist nach Robert Boyle benannt und wird seit 1982 vergeben.
Er ist nicht mit der Irish Times Boyle Medal zu verwechseln, ebenfalls in Chemie verliehen, oder der Boyle Higgins Gold Medal des Institute of Chemistry of Ireland.

## Preisträger
- 1982 Alan Walsh
- 1984 Izaak Kolthoff
- 1986 Ernö Pungor
- 1988 Egon Stahl
- 1990 Hanns Malissa, Iwan Pawlowitsch Alimarin
- 1992 Fred McLafferty
- 1994 Taitiro Fujinaga
- 1996 James D. Winefordner
- 1998 William H. Pirkle
- 2000 William Horwitz
- 2002 Michael Thompson
- 2004 Miguel Valcárcel
- 2006 nicht verliehen
- 2008 R. Graham Cooks
- 2010 Gary M. Hieftje
- 2012 Norman Dovichi
- 2014 Eric Bakker
- 2016 Richard Evershed
- 2018 Richard Compton
- 2020 Kourosh Kalantar-Zadeh
- 2022 Northumbria-Sunderland-Freeman-bioMérieux collaboration
- 2023 Biosensor Surface Innovators
- 2025 Orbitrap Astral Team